# 菱湖區
菱湖區爲浙江省湖州市原下轄的一個區，位於湖州府城南，東與原南潯區相連，南與德清縣為界，西和安吉縣接壤，北接城區，面積約502平方公里。
區境自宋至清代屬歸安縣，民國屬吳興縣。1949年4月政權易主後屬吳興縣。1949年5月至1954年10月，吳興縣委縣政府機關設在該區屬地菱湖鎮。
1983年7月屬湖州市郊區；1988年11月郊區建制撤銷，實行市直接領導鄉鎮體制。1993年9月，建立中共菱湖區工作委員會；1996年12月，改為中共菱湖區委員會，領導菱湖、埭溪、和孚、長超、千金、石淙、東林、錦山、重兆、下昂10個鎮和青山、新溪、喬溪、梅峰4個鄉。1994年4月，建立菱湖區管理委員會，設主任，至1998年8月區管理委員會設區長。
2003年，經國務院批准撤銷菱湖區建制，批准設立吳興區和南潯區。原菱湖的和孚、菱湖、千金、石淙劃歸南潯區，埭溪、東林劃歸吳興區。